# Russische Forschungsmodule der Internationalen Raumstation
Die russischen Forschungsmodule der Internationalen Raumstation sind Labore, die Russland für die Internationale Raumstation (ISS) bauen wollte bzw. baute oder plant.
Anfangs waren drei Module geplant. Das Projekt wurde allerdings schon früh zum größten Teil gestoppt, da die wirtschaftliche Situation in Russland sich zunehmend verschlechterte und es nicht mehr finanziert werden konnte. Schon in den offiziellen Planungen von 1998 gab es nur noch zwei Module. Aber auch diese beiden wurden im geplanten Zeitrahmen nicht realisiert. Mindestens ein Modul hätte von der Ukraine (unter der Leitung Russlands) gebaut werden sollen.
Für einige Monate, bis Anfang 2007 wurde ein einziges Forschungsmodul geplant, welches aber mit jenen aus den 1990er Jahren wenig gemeinsam gehabt hätte. Es wäre wie ein abgewandeltes TKS-Raumschiff gewesen und hätte am Nadirport von Swesda montiert werden sollen.
Heute existieren die beiden russischen „Mini-Forschungsmodule“ Rasswet und Poisk. Ein größeres Forschungsmodul mit den Namen Nauka ist 2021 zur ISS gebracht werden.

## Forschungsbereiche
Es sollten Experimente zu folgenden Bereichen durchgeführt werden:
- Geowissenschaft

Mit der (anthropogenen) Veränderung des Klimas und der Wasserqualität, der Flächennutzung und der Nahrungsproduktion beschäftigt sich dieses Thema.
- Astronomische Wissenschaften

Zu diesem Thema gehört die Beobachtung von Objekten wie zum Beispiel der Sonne oder Planeten, Astronomie und Astrophysik.
- Biologie

Dazu erforscht man beispielsweise das Verhalten von Tieren in der Schwerelosigkeit.
- Medizin

Man erforscht bisweilen unheilbare Krankheiten. Die Schwerelosigkeit ist dabei ein großer Vorteil.